# 吡啶-3-甲醛
吡啶-3-甲醛是一种有机化合物，化学式：C5H4NCHO。它是吡啶甲醛的三个异构体之一，另外两个是吡啶-2-甲醛和吡啶-4-甲醛。它是一种无色液体，可以商购。它可以由3-氰基吡啶为前体制备。此外，吡啶-3-甲醛也可以由氧化吡啶-3-甲醇而成。

## 危险性
吡啶-3-甲醛会刺激皮肤。